# Suore francescane elisabettine
Le Suore Francescane Elisabettine, dette Bigie, sono un istituto religioso femminile di diritto pontificio: i membri di questa congregazione pospongono al loro nome la sigla S.F.E.B..

## Storia
La congregazione venne fondata nel 1864 dal frate francescano Ludovico da Casoria (1814-1885) per avere delle religiose che collaborassero alle opere caritatevoli da lui fondate.
Già nel 1862 si erano unite a lui le giovani Margherita Salatino e Maria Concetta Durelli, che avevano vestito il saio del III ordine francescano: nel 1864 assunsero la direzione dell'orfanotrofio di Capodimonte a Napoli, poi aprirono una scuola per fanciulle povere. Nel 1939 la comunità venne aggregata all'Ordine dei Frati Minori.
La congregazione ottenne il pontificio decreto di lode il 4 marzo del 1943: le sue costituzioni vennero approvate dalla Santa Sede il 15 agosto del 1959. Il fondatore è stato beatificato nel 1993 e proclamato Santo il 23 novembre 2014.

## Attività e diffusione
Le suore Bigie, così chiamate dal colore grigio del loro abito, si dedicano all'istruzione e all'assistenza agli anziani e agli infermi, collaborano alle opere parrocchiali e suffragano i defunti con le loro preghiere.
Sono presenti in Italia, negli Stati Uniti d'America, a Panama, nelle Filippine, in India e in Africa. La sede generalizia è a Roma.
Al 31 dicembre 2005 l'istituto contava 259 religiose in 38 case.